# 생날선생
"생날선생"은 2006년에 개봉한 대한민국의 영화이다.

## 캐스팅
- 박건형 : 우주호 역
- 김효진 : 윤소주 역
- 이켠 : 진환희 역
- 문지윤 : 이헌준 역
- 송은채 : 최진주 역
- 정욱 : 주호 할아버지 역
- 김명국 : 교장 역
- 송영탁 : 학생주임
- 홍희용 : 박주영 역
- 강재섭 : 배용준 역
- 원종례 : 헌준 모 역
- 최성욱 : 학생과 선생 1 역
- 이경훈 : 학생과 선생 2 역
- 전광웅 : 조현재 역
- 이원 : 현재패 1 역
- 박찬훈 : 현재패 2 역
- 박동진 : 현재패 3 역
- 이동형 : 현재패 4 역
- 서가은 : 현정 역
- 변양호 : 장항준 역
- 강기재 : 이종 격투기 선수 역
- 나유원 : 여군 역
- 강수정 : 연상녀 역
- 선우연 : 울보 역
- 김소정 : 시연 역
- 박지혜 : 깻잎 1 역
- 임윤정 : 깻잎 2 역
- 김미림 : 깻잎 3 역
- 최대원 : 형사 1 역
- 홍주완 : 형사 2 역
- 김진희 : 귀신 역
- 여지현 : 다방레지 역
- 이연선 : 아줌마 나가요 역
- 정진우 : 버스기사 역
- 황정희 : 상담고등학생 역
- 김현희 : 반장 1 역
- 이유정 : 반장 2 역
- 고민성 : 반장 3 역
- 임미미 : 정승미 역
- 윤봄 : 나이트클럽 부킹녀 1 역
- 정다니 : 나이트클럽 부킹녀 2 역
- 한정민 : 나이트클럽 부킹녀 3 역
- 이지연 : 나가요 1 역
- 국연주 : 나가요 2 역
- 김호규 : 불량 고삐리 1 역
- 최두원 : 불량 고삐리 2 역
- 이호성 : 나이트클럽 웨이터 1 역
- 김병국 : 나이트클럽 웨이터 2 역
- 정인성 : 바텐더 역
- 김민혁 : 꼬마아이 역
- 한상준 : 항준친구 역
- 장기화 : 피곤남학생 역
- 한승훈 : 학원남학생 역
- 박남민 : 중국집 배달부 역
- 서왕석
- 이태검
- 정웅인 : 조폭두목 역 (우정출연)
- 안석환 : 노선생 역 (특별출연)
- 문세윤 : 양호선생님 역 (특별출연)